# 론리 빌라

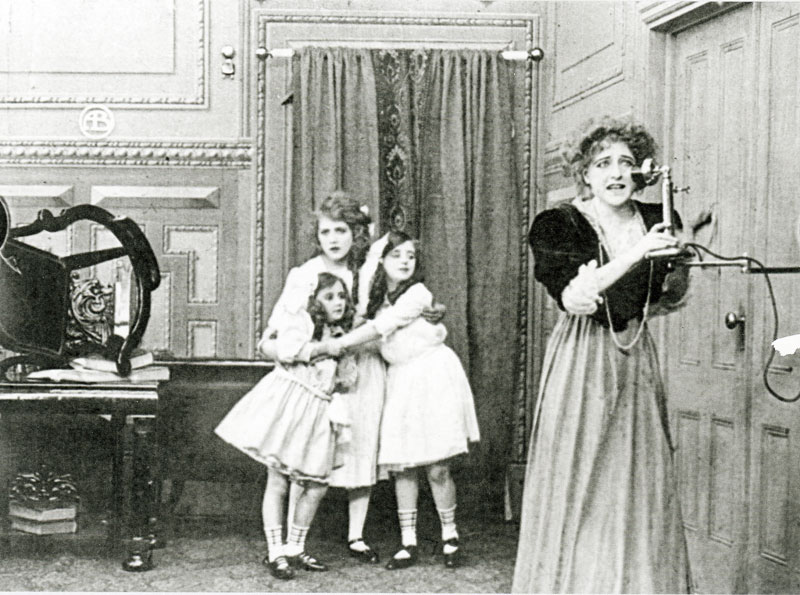

론리 빌라(The Lonely Villa)는 미국에서 제작된 D.W. 그리피스 감독의 1909년 범죄, 드라마 영화이다. 메리 픽포드 등이 주연으로 출연하였다.

## 출연

### 주연
- 메리 픽포드

### 조연
- 찰스 애버리
- 로버트 해론
- 제임스 커크우드